# Campionatul European de Handbal Feminin pentru Tineret din 2017
Campionatul European de Handbal Feminin pentru Tineret din 2017 a fost a XI-a ediție a turneului organizat de Federația Europeană de Handbal și s-a desfășurat în Slovenia, între 27 iulie și 6 august 2017.

## Selecția gazdelor
Pe 18 martie 2016, membrii Comitetului Executiv al EHF au anunțat că, urmare a unor inspecții satisfăcătoare, Slovenia a primit dreptul de a organiza ediția din 2017 a Campionatului European U19.

## Sălile
Două săli din orașul Celje au găzduit toate partidele care s-au disputat la turneul final:
- Dvorana Golovec (3.100 de locuri)[5]
- Dvorana Zlatorog (4.900 de locuri)[6]

## Calificările

### Echipe calificate
| Țara              | Calificate ca și           | Data obținerii calificării | Apariții anterioare în competiție1                              |
| ----------------- | -------------------------- | -------------------------- | --------------------------------------------------------------- |
| Slovenia          | Țară gazdă                 | 18 martie 2016             | 7 (1996, 2002, 2004, 2007, 2009, 2011, 2013)                    |
| Danemarca         | Locul 1 la CE U19 din 2015 | 31 iulie 2015              | 8 (1996, 2000, 2004, 2007, 2009, 2011, 2013, 2015)              |
| Rusia             | Locul 2 la CE U19 din 2015 | 31 iulie 2015              | 10 (1996, 1998, 2000, 2002, 2004, 2007, 2009, 2011, 2013, 2015) |
| Ungaria           | Locul 1 în Grupa 1         | 18 martie 2017             | 8 (1998, 2000, 2002, 2007, 2009, 2011, 2013, 2015)              |
| Macedonia de Nord | Locul 2 în Grupa 1         | 19 martie 2017             | 1 (2015)                                                        |
| Spania            | Locul 1 în Grupa a 2-a     | 18 martie 2017             | 9 (1998, 2000, 2002, 2004, 2007, 2009, 2011, 2013, 2015)        |
| România           | Locul 2 în Grupa a 2-a     | 19 martie 2017             | 10 (1996, 1998, 2000, 2002, 2004, 2007, 2009, 2011, 2013, 2015) |
| Franța            | Locul 1 în Grupa a 3-a     | 18 martie 2017             | 10 (1996, 1998, 2000, 2002, 2004, 2007, 2009, 2011, 2013, 2015) |
| Muntenegru        | Locul 2 în Grupa a 3-a     | 19 martie 2017             | 2 (2009, 2015)                                                  |
| Croația           | Locul 1 în Grupa a 4-a     | 18 martie 2017             | 6 (1998, 2000, 2004, 2011, 2013, 2015)                          |
| Țările de Jos     | Locul 2 în Grupa a 4-a     | 19 martie 2017             | 6 (1998, 2002, 2007, 2009, 2011, 2013)                          |
| Suedia            | Locul 1 în Grupa a 5-a     | 18 martie 2017             | 8 (2000, 2002, 2004, 2007, 2009, 2011, 2013, 2015)              |
| Serbia            | Locul 2 în Grupa a 5-a     | 18 martie 2017             | 6 (2000, 2004, 2007, 2009, 2011, 2015)                          |
| Portugalia        | Locul 1 în Grupa a 6-a     | 19 martie 2017             | 3 (2004, 2013, 2015)                                            |
| Norvegia          | Locul 1 în Grupa a 7-a     | 19 martie 2017             | 9 (1996, 1998, 2000, 2004, 2007, 2009, 2011, 2013, 2015)        |
| Germania          | Locul 1 în Grupa a 8-a     | 19 martie 2017             | 9 (1996, 2000, 2002, 2004, 2007, 2009, 2011, 2013, 2015)        |

1 Bold indică echipa campioană din acel an.
2 Italic indică echipa gazdă din acel an.

## Arbitrii
Au fost selectate 9 perechi de arbitri:
| Arbitri               | Arbitri                              |
| --------------------- | ------------------------------------ |
| Bosnia și Herțegovina | Vesna Todorović Tatjana Praštalo     |
| Danemarca             | Nicklas Pedersen Daniel Krause-Kjær  |
| Grecia                | Ioanna Christidi Ioanna Papamattheou |
| Israel                | Matan Lindenbaum Dor Laron           |
| Macedonia de Nord     | Marija Ilieva Silvana Karbeska       |

| Arbitri    | Arbitri                               |
| ---------- | ------------------------------------- |
| Muntenegru | Anđelina Kažanegra Jelena Vujačić     |
| Portugalia | Daniel Freitas César Carvalho         |
| România    | Cristina Năstase Simona Raluca Stancu |
| Suedia     | Maria Bennani Safia Bennani           |

## Distribuția
Selecționatele naționale calificate la turneul final au fost distribuite în patru urne de câte patru echipe. Distribuția în urne a avut la bază coeficienții valorici ai EHF: urna 1 a fost alcătuită din cele mai bune echipe, în timp ce urna a 4-a a fost formată din echipele cu cei mai slabi coeficienți EHF. Din urne, echipele au fost plasate prin tragere la sorți în patru grupe preliminare de câte patru echipe, fiecare grupă cuprinzând câte o echipă din fiecare urnă. Tragerea la sorți a avut loc în Paris, Franța, pe 20 aprilie 2017, la ora locală 17:30. După extragerea echipelor din urnele 1, 3 și 4, țara gazdă, Slovenia, a avut dreptul de a-și alege grupa în care să joace.
Distribuția în urnele valorice a fost următoarea:
| Urna 1                               | Urna a 2-a                           | Urna a 3-a                                 | Urna a 4-a                                              |
| ------------------------------------ | ------------------------------------ | ------------------------------------------ | ------------------------------------------------------- |
| Danemarca · Rusia · Ungaria · Spania | Slovenia · Croația · Franța · Suedia | Germania · Norvegia · Portugalia · România | Țările de Jos · Macedonia de Nord · Muntenegru · Serbia |

## Grupele preliminare
Selecționatele naționale au fost trase la sorți în patru grupe preliminare de câte patru echipe. Tragerea la sorți a avut loc la Paris, în Franța, pe 20 aprilie 2017, la ora locală 17:30, și a fost transmisă în direct pe canalul YouTube al EHF.
Echipele clasate pe primele două locuri în fiecare grupă au avansat în grupele principale. Echipele clasate pe locurile trei și patru au jucat în grupele intermediare.
|  | Echipele calificate în Grupele Principale |
|  | Echipele evoluând în Grupele Intermediare |

Calendarul de mai jos respectă ora de vară EET:

### Grupa A
| Echipa        | M | V | E | Î | GM | GP | G   | Pct |
| ------------- | - | - | - | - | -- | -- | --- | --- |
| Ungaria       | 3 | 2 | 0 | 1 | 83 | 71 | +12 | 4   |
| Țările de Jos | 3 | 2 | 0 | 1 | 83 | 81 | +2  | 4   |
| România       | 3 | 1 | 0 | 2 | 71 | 80 | −9  | 2   |
| Suedia        | 3 | 1 | 0 | 2 | 70 | 75 | −5  | 2   |

| 27 iulie 2017 14:00 | Ungaria | 26 - 21 | România | Dvorana Zlatorog, Celje Asistență: 50 Arbitri: Krause-Kjær, Pedersen |
| 27 iulie 2017 14:00 | Háfra 8 | (14-11) | Tîrcă 7 | Dvorana Zlatorog, Celje Asistență: 50 Arbitri: Krause-Kjær, Pedersen |
| 27 iulie 2017 14:00 | 2× 3×   | Cronică | 3× 1×   | Dvorana Zlatorog, Celje Asistență: 50 Arbitri: Krause-Kjær, Pedersen |

| 27 iulie 2017 16:00 | Suedia            | 23 - 26 | Țările de Jos | Dvorana Zlatorog, Celje Asistență: 400 Arbitri: Kažanegra, Vujačić |
| 27 iulie 2017 16:00 | Thorleifsdottir 5 | (8-11)  | Housheer 7    | Dvorana Zlatorog, Celje Asistență: 400 Arbitri: Kažanegra, Vujačić |
| 27 iulie 2017 16:00 | 2×                | Cronică | 2×            | Dvorana Zlatorog, Celje Asistență: 400 Arbitri: Kažanegra, Vujačić |

| 28 iulie 2017 14:00 | Țările de Jos | 26 - 34 | Ungaria   | Dvorana Zlatorog, Celje Asistență: 77 Arbitri: Praštalo, Todorović |
| 28 iulie 2017 14:00 | Freriks 7     | (14-18) | Klujber 8 | Dvorana Zlatorog, Celje Asistență: 77 Arbitri: Praštalo, Todorović |
| 28 iulie 2017 14:00 | 4× 3×         | Cronică | 4× 3×     | Dvorana Zlatorog, Celje Asistență: 77 Arbitri: Praštalo, Todorović |

| 28 iulie 2017 16:00 | România | 26 - 23 | Suedia         | Dvorana Zlatorog, Celje Asistență: 100 Arbitri: Christidi, Papamattheou |
| 28 iulie 2017 16:00 | Tîrcă 8 | (11-13) | Lerby, Olson 4 | Dvorana Zlatorog, Celje Asistență: 100 Arbitri: Christidi, Papamattheou |
| 28 iulie 2017 16:00 | 3×      | Cronică | 4× 3×          | Dvorana Zlatorog, Celje Asistență: 100 Arbitri: Christidi, Papamattheou |

| 30 iulie 2017 14:00 | Ungaria   | 23 - 24 | Suedia  | Dvorana Zlatorog, Celje Asistență: 100 Arbitri: Freitas, Carvalho |
| 30 iulie 2017 14:00 | Klujber 5 | (14-12) | Olson 7 | Dvorana Zlatorog, Celje Asistență: 100 Arbitri: Freitas, Carvalho |
| 30 iulie 2017 14:00 | 4× 2×     | Cronică | 4× 2×   | Dvorana Zlatorog, Celje Asistență: 100 Arbitri: Freitas, Carvalho |

| 30 iulie 2017 16:00 | România | 24 - 31 | Țările de Jos | Dvorana Zlatorog, Celje Asistență: 120 Arbitri: Krause-Kjær, Pedersen |
| 30 iulie 2017 16:00 | Tîrcă 7 | (14-16) | Housheer 12   | Dvorana Zlatorog, Celje Asistență: 120 Arbitri: Krause-Kjær, Pedersen |
| 30 iulie 2017 16:00 | 4× 3×   | Cronică | 4× 1×         | Dvorana Zlatorog, Celje Asistență: 120 Arbitri: Krause-Kjær, Pedersen |

### Grupa B
| Echipa            | M | V | E | Î | GM | GP  | G   | Pct |
| ----------------- | - | - | - | - | -- | --- | --- | --- |
| Rusia             | 3 | 3 | 0 | 0 | 95 | 50  | +45 | 6   |
| Norvegia          | 3 | 2 | 0 | 1 | 80 | 63  | +17 | 4   |
| Croația           | 3 | 1 | 0 | 2 | 75 | 69  | +6  | 2   |
| Macedonia de Nord | 3 | 0 | 0 | 3 | 49 | 117 | −68 | 0   |

| 27 iulie 2017 18:00 | Rusia                     | 23 - 15 | Norvegia  | Dvorana Zlatorog, Celje Asistență: 100 Arbitri: Praštalo, Todorović |
| 27 iulie 2017 18:00 | Dudina, Skorobogatcenko 5 | (11-10) | Reistad 3 | Dvorana Zlatorog, Celje Asistență: 100 Arbitri: Praštalo, Todorović |
| 27 iulie 2017 18:00 | 4× 2×                     | Cronică | 1× 3×     | Dvorana Zlatorog, Celje Asistență: 100 Arbitri: Praštalo, Todorović |

| 27 iulie 2017 20:00 | Croația    | 35 - 14 | Macedonia de Nord | Dvorana Zlatorog, Celje Asistență: 55 Arbitri: Christidi, Papamattheou |
| 27 iulie 2017 20:00 | Japundža 6 | (14-3)  | Gichevska 6       | Dvorana Zlatorog, Celje Asistență: 55 Arbitri: Christidi, Papamattheou |
| 27 iulie 2017 20:00 | 3× 2×      | Cronică | 4× 1×             | Dvorana Zlatorog, Celje Asistență: 55 Arbitri: Christidi, Papamattheou |

| 28 iulie 2017 18:00 | Macedonia de Nord | 15 - 42 | Rusia             | Dvorana Zlatorog, Celje Asistență: 100 Arbitri: Krause-Kjær, Pedersen |
| 28 iulie 2017 18:00 | Gichevska 6       | (9-20)  | Skorobogatcenko 6 | Dvorana Zlatorog, Celje Asistență: 100 Arbitri: Krause-Kjær, Pedersen |
| 28 iulie 2017 18:00 | 2×                | Cronică | 5× 3×             | Dvorana Zlatorog, Celje Asistență: 100 Arbitri: Krause-Kjær, Pedersen |

| 28 iulie 2017 20:00 | Norvegia  | 25 - 20 | Croația    | Dvorana Zlatorog, Celje Asistență: 44 Arbitri: Freitas, Carvalho |
| 28 iulie 2017 20:00 | Reistad 5 | (13-12) | Japundža 6 | Dvorana Zlatorog, Celje Asistență: 44 Arbitri: Freitas, Carvalho |
| 28 iulie 2017 20:00 | 3× 1×     | Cronică | 3×         | Dvorana Zlatorog, Celje Asistență: 44 Arbitri: Freitas, Carvalho |

| 30 iulie 2017 18:00 | Rusia             | 30 - 20 | Croația           | Dvorana Zlatorog, Celje Asistență: 100 Arbitri: Kažanegra, Vujačić |
| 30 iulie 2017 18:00 | Skorobogatcenko 7 | (13-8)  | Kalčić, Mikolić 5 | Dvorana Zlatorog, Celje Asistență: 100 Arbitri: Kažanegra, Vujačić |
| 30 iulie 2017 18:00 | 6× 3×             | Cronică | 3× 2×             | Dvorana Zlatorog, Celje Asistență: 100 Arbitri: Kažanegra, Vujačić |

| 30 iulie 2017 20:00 | Norvegia    | 40 - 20 | Macedonia de Nord | Dvorana Zlatorog, Celje Asistență: 50 Arbitri: Lindenbaum, Laron |
| 30 iulie 2017 20:00 | Ellertsen 7 | (19-9)  | Božinovska 6      | Dvorana Zlatorog, Celje Asistență: 50 Arbitri: Lindenbaum, Laron |
| 30 iulie 2017 20:00 | 3× 2×       | Cronică | 6×                | Dvorana Zlatorog, Celje Asistență: 50 Arbitri: Lindenbaum, Laron |

### Grupa C
| Echipa   | M | V | E | Î | GM | GP | G   | Pct |
| -------- | - | - | - | - | -- | -- | --- | --- |
| Franța   | 3 | 3 | 0 | 0 | 87 | 69 | +18 | 6   |
| Germania | 3 | 2 | 0 | 1 | 70 | 64 | +6  | 4   |
| Spania   | 3 | 1 | 0 | 2 | 79 | 76 | +3  | 2   |
| Cehia    | 3 | 0 | 0 | 3 | 59 | 86 | −27 | 0   |

| 27 iulie 2017 14:00 | Spania           | 20 - 21 | Germania                | Sportna dvorana Golovec, Celje Asistență: 106 Arbitri: Ilieva, Karbeska |
| 27 iulie 2017 14:00 | Cesareo Romero 5 | (9-11)  | Kalmbach, Lott, Peter 4 | Sportna dvorana Golovec, Celje Asistență: 106 Arbitri: Ilieva, Karbeska |
| 27 iulie 2017 14:00 | 4× 2×            | Cronică | 7× 3×                   | Sportna dvorana Golovec, Celje Asistență: 106 Arbitri: Ilieva, Karbeska |

| 27 iulie 2017 16:00 | Franța  | 26 - 21 | Serbia   | Sportna dvorana Golovec, Celje Asistență: 100 Arbitri: Lindenbaum, Laron |
| 27 iulie 2017 16:00 | Mauny 7 | (10-12) | Cvijić 6 | Sportna dvorana Golovec, Celje Asistență: 100 Arbitri: Lindenbaum, Laron |
| 27 iulie 2017 16:00 | 4× 2×   | Cronică | 4× 2×    | Sportna dvorana Golovec, Celje Asistență: 100 Arbitri: Lindenbaum, Laron |

| 28 iulie 2017 14:00 | Serbia   | 18 - 34 | Spania             | Sportna dvorana Golovec, Celje Asistență: 200 Arbitri: Bennani, Bennani |
| 28 iulie 2017 14:00 | Cvijić 5 | (14-16) | González Sánchez 8 | Sportna dvorana Golovec, Celje Asistență: 200 Arbitri: Bennani, Bennani |
| 28 iulie 2017 14:00 | 6× 3×    | Cronică | 2× 3×              | Sportna dvorana Golovec, Celje Asistență: 200 Arbitri: Bennani, Bennani |

| 28 iulie 2017 16:00 | Germania  | 23 - 24 | Franța    | Sportna dvorana Golovec, Celje Asistență: 100 Arbitri: Năstase, Stancu |
| 28 iulie 2017 16:00 | Maidhof 4 | (10-14) | Blonbou 6 | Sportna dvorana Golovec, Celje Asistență: 100 Arbitri: Năstase, Stancu |
| 28 iulie 2017 16:00 | 3×        | Cronică | 4× 2×     | Sportna dvorana Golovec, Celje Asistență: 100 Arbitri: Năstase, Stancu |

| 30 iulie 2017 14:00 | Spania       | 25 - 37 | Franța     | Sportna dvorana Golovec, Celje Asistență: 200 Arbitri: Ilieva, Karbeska |
| 30 iulie 2017 14:00 | Vegué Pena 8 | (14-16) | Blonbou 10 | Sportna dvorana Golovec, Celje Asistență: 200 Arbitri: Ilieva, Karbeska |
| 30 iulie 2017 14:00 | 1× 3×        | Cronică | 4× 3×      | Sportna dvorana Golovec, Celje Asistență: 200 Arbitri: Ilieva, Karbeska |

| 30 iulie 2017 16:00 | Germania | 26 - 20 | Serbia   | Sportna dvorana Golovec, Celje Asistență: 200 Arbitri: Christidi, Papamattheou |
| 30 iulie 2017 16:00 | Bayerl 6 | (10-10) | Cvijić 7 | Sportna dvorana Golovec, Celje Asistență: 200 Arbitri: Christidi, Papamattheou |
| 30 iulie 2017 16:00 | 7× 2× 1× | Cronică | 7× 2× 1× | Sportna dvorana Golovec, Celje Asistență: 200 Arbitri: Christidi, Papamattheou |

### Grupa D
| Echipa     | M | V | E | Î | GM | GP | G   | Pct |
| ---------- | - | - | - | - | -- | -- | --- | --- |
| Danemarca  | 3 | 3 | 0 | 0 | 84 | 54 | +30 | 6   |
| Muntenegru | 3 | 2 | 0 | 1 | 63 | 58 | +5  | 4   |
| Slovenia   | 3 | 1 | 0 | 2 | 65 | 68 | −3  | 2   |
| Portugalia | 3 | 0 | 0 | 3 | 49 | 81 | −32 | 0   |

| 27 iulie 2017 18:00 | Danemarca               | 32 - 16 | Portugalia | Sportna dvorana Golovec, Celje Asistență: 200 Arbitri: Bennani, Bennani |
| 27 iulie 2017 18:00 | Dahl, Friis, Hougaard 5 | (16-8)  | Moreno 6   | Sportna dvorana Golovec, Celje Asistență: 200 Arbitri: Bennani, Bennani |
| 27 iulie 2017 18:00 | 1× 3×                   | Cronică | 2× 3× 1×   | Sportna dvorana Golovec, Celje Asistență: 200 Arbitri: Bennani, Bennani |

| 27 iulie 2017 20:00 | Slovenia | 17 - 24 | Muntenegru | Sportna dvorana Golovec, Celje Asistență: 500 Arbitri: Năstase, Stancu |
| 27 iulie 2017 20:00 | Baruca 4 | (8-9)   | Brnović 6  | Sportna dvorana Golovec, Celje Asistență: 500 Arbitri: Năstase, Stancu |
| 27 iulie 2017 20:00 | 3× 2×    | Cronică | 5× 3×      | Sportna dvorana Golovec, Celje Asistență: 500 Arbitri: Năstase, Stancu |

| 28 iulie 2017 18:00 | Muntenegru  | 18 - 26 | Danemarca   | Sportna dvorana Golovec, Celje Asistență: 100 Arbitri: Lindenbaum, Laron |
| 28 iulie 2017 18:00 | Jovićević 6 | (10-14) | Jørgensen 7 | Sportna dvorana Golovec, Celje Asistență: 100 Arbitri: Lindenbaum, Laron |
| 28 iulie 2017 18:00 | 1× 3×       | Cronică | 5× 2×       | Sportna dvorana Golovec, Celje Asistență: 100 Arbitri: Lindenbaum, Laron |

| 28 iulie 2017 20:00 | Portugalia | 18 - 28 | Slovenia           | Sportna dvorana Golovec, Celje Asistență: 500 Arbitri: Ilieva, Karbeska |
| 28 iulie 2017 20:00 | Minciună 7 | (10-15) | Akalovič, Strnad 6 | Sportna dvorana Golovec, Celje Asistență: 500 Arbitri: Ilieva, Karbeska |
| 28 iulie 2017 20:00 | 3×         | Cronică | 4× 3×              | Sportna dvorana Golovec, Celje Asistență: 500 Arbitri: Ilieva, Karbeska |

| 30 iulie 2017 18:00 | Portugalia | 15 - 21 | Muntenegru | Sportna dvorana Golovec, Celje Asistență: 110 Arbitri: Praštalo, Todorović |
| 30 iulie 2017 18:00 | Oliveira 7 | (6-8)   | Brnović 7  | Sportna dvorana Golovec, Celje Asistență: 110 Arbitri: Praštalo, Todorović |
| 30 iulie 2017 18:00 | 5× 3×      | Cronică | 3×         | Sportna dvorana Golovec, Celje Asistență: 110 Arbitri: Praštalo, Todorović |

| 30 iulie 2017 20:00 | Danemarca           | 26 - 20 | Slovenia | Sportna dvorana Golovec, Celje Asistență: 732 Arbitri: Năstase, Stancu |
| 30 iulie 2017 20:00 | Ellebæk, Hougaard 4 | (16-11) | Vučko 8  | Sportna dvorana Golovec, Celje Asistență: 732 Arbitri: Năstase, Stancu |
| 30 iulie 2017 20:00 | 5× 3×               | Cronică | 2×       | Sportna dvorana Golovec, Celje Asistență: 732 Arbitri: Năstase, Stancu |

## Grupele intermediare
Selecționatele naționale clasate pe ultimele două locuri în grupele preliminare au fost distribuite în două grupe intermediare: grupa I1, în care au jucat echipele din grupele preliminare A și B, respectiv grupa I2, în care au jucat echipele din grupele C și D. Formațiile au intrat în grupele intermediare păstrându-și punctele și golaverajul rezultate în urma meciurilor directe din grupele principale.
Calendarul de mai jos respectă ora de vară EET:

### Grupa I1
| Echipa            | M | V | E | Î | GM | GP  | G   | Pct |
| ----------------- | - | - | - | - | -- | --- | --- | --- |
| România           | 3 | 3 | 0 | 0 | 84 | 67  | +17 | 6   |
| Suedia            | 3 | 2 | 0 | 1 | 86 | 63  | +23 | 4   |
| Croația           | 3 | 1 | 0 | 2 | 80 | 66  | +14 | 2   |
| Macedonia de Nord | 3 | 0 | 0 | 3 | 50 | 104 | −54 | 0   |

| 1 august 2017 14:00 | Suedia              | 40 - 15 | Macedonia de Nord | Dvorana Zlatorog, Celje Asistență: 80 Arbitri: Kažanegra, Vujačić |
| 1 august 2017 14:00 | Matthijs-Holmberg 7 | (16-5)  | Gichevska 8       | Dvorana Zlatorog, Celje Asistență: 80 Arbitri: Kažanegra, Vujačić |
| 1 august 2017 14:00 | 3× 1×               | Cronică | 3× 2×             | Dvorana Zlatorog, Celje Asistență: 80 Arbitri: Kažanegra, Vujačić |

| 1 august 2017 16:00 | România | 29 - 23 | Croația | Dvorana Zlatorog, Celje Asistență: 50 Arbitri: Lindenbaum, Laron |
| 1 august 2017 16:00 | Tecar 7 | (13-13) | Lukić 7 | Dvorana Zlatorog, Celje Asistență: 50 Arbitri: Lindenbaum, Laron |
| 1 august 2017 16:00 | 4× 2×   | Cronică | 6× 1×   | Dvorana Zlatorog, Celje Asistență: 50 Arbitri: Lindenbaum, Laron |

| 2 august 2017 14:00 | Macedonia de Nord | 21 - 29 | România | Dvorana Zlatorog, Celje Asistență: 50 Arbitri: Krause-Kjær, Pedersen |
| 2 august 2017 14:00 | Gichevska 6       | (10-17) | Tîrcă 9 | Dvorana Zlatorog, Celje Asistență: 50 Arbitri: Krause-Kjær, Pedersen |
| 2 august 2017 14:00 | 5× 2×             | Cronică | 3× 1×   | Dvorana Zlatorog, Celje Asistență: 50 Arbitri: Krause-Kjær, Pedersen |

| 2 august 2017 16:00 | Croația    | 22 - 23 | Suedia            | Dvorana Zlatorog, Celje Asistență: 166 Arbitri: Freitas, Carvalho |
| 2 august 2017 16:00 | Japundža 6 | (14-10) | Scheuer Larsson 9 | Dvorana Zlatorog, Celje Asistență: 166 Arbitri: Freitas, Carvalho |
| 2 august 2017 16:00 | 2×         | Cronică | 4× 2×             | Dvorana Zlatorog, Celje Asistență: 166 Arbitri: Freitas, Carvalho |

### Grupa I2
| Echipa     | M | V | E | Î | GM | GP | G   | Pct |
| ---------- | - | - | - | - | -- | -- | --- | --- |
| Spania     | 3 | 3 | 0 | 0 | 88 | 63 | +25 | 6   |
| Slovenia   | 3 | 2 | 0 | 1 | 80 | 65 | +15 | 4   |
| Portugalia | 3 | 1 | 0 | 2 | 65 | 79 | −14 | 2   |
| Serbia     | 3 | 0 | 0 | 3 | 62 | 88 | −26 | 0   |

| 1 august 2017 14:00 | Serbia   | 22 - 25 | Portugalia | Sportna dvorana Golovec, Celje Asistență: 100 Arbitri: Praštalo, Todorović |
| 1 august 2017 14:00 | Cvijić 8 | (11-10) | Monteiro 7 | Sportna dvorana Golovec, Celje Asistență: 100 Arbitri: Praštalo, Todorović |
| 1 august 2017 14:00 | 6× 3×    | Cronică | 4× 3×      | Sportna dvorana Golovec, Celje Asistență: 100 Arbitri: Praštalo, Todorović |

| 1 august 2017 16:00 | Spania              | 25 - 23 | Slovenia | Sportna dvorana Golovec, Celje Asistență: 166 Arbitri: Krause-Kjær, Pedersen |
| 1 august 2017 16:00 | Mbengue Rodriguez 5 | (15-12) | Strnad 7 | Sportna dvorana Golovec, Celje Asistență: 166 Arbitri: Krause-Kjær, Pedersen |
| 1 august 2017 16:00 | 2× 3×               | Cronică | 3× 2× 1× | Sportna dvorana Golovec, Celje Asistență: 166 Arbitri: Krause-Kjær, Pedersen |

| 2 august 2017 14:00 | Portugalia           | 22 - 29 | Spania       | Sportna dvorana Golovec, Celje Asistență: 50 Arbitri: Christidi, Papamattheou |
| 2 august 2017 14:00 | Monteiro, Oliveira 8 | (13-15) | Vegué Pena 6 | Sportna dvorana Golovec, Celje Asistență: 50 Arbitri: Christidi, Papamattheou |
| 2 august 2017 14:00 | 5× 1×                | Cronică | 1× 2×        | Sportna dvorana Golovec, Celje Asistență: 50 Arbitri: Christidi, Papamattheou |

| 2 august 2017 16:00 | Slovenia   | 29 - 22 | Serbia    | Sportna dvorana Golovec, Celje Asistență: 100 Arbitri: Kažanegra, Vujačić |
| 2 august 2017 16:00 | Akalovič 5 | (16-8)  | Cvijić 11 | Sportna dvorana Golovec, Celje Asistență: 100 Arbitri: Kažanegra, Vujačić |
| 2 august 2017 16:00 | 3× 1×      | Cronică | 1× 3×     | Sportna dvorana Golovec, Celje Asistență: 100 Arbitri: Kažanegra, Vujačić |

## Grupele principale
Selecționatele naționale clasate pe primele două locuri în cele patru grupe preliminare au avansat în două grupe principale: grupa M1, în care au jucat echipele din grupele preliminare A și B, respectiv grupa M2, în care au jucat echipele din grupele C și D. Formațiile au intrat în grupele principale păstrându-și punctele și golaverajul rezultate în urma meciurilor directe din grupele principale.
|  | Echipele calificate în semifinale |

Calendarul de mai jos respectă ora de vară EET:

### Grupa M1
| Echipa        | M | V | E | Î | GM | GP | G   | Pct |
| ------------- | - | - | - | - | -- | -- | --- | --- |
| Ungaria       | 3 | 3 | 0 | 0 | 87 | 68 | +19 | 6   |
| Rusia         | 3 | 2 | 0 | 1 | 72 | 62 | +10 | 4   |
| Norvegia      | 3 | 1 | 0 | 2 | 65 | 78 | −13 | 2   |
| Țările de Jos | 3 | 0 | 0 | 3 | 75 | 91 | −16 | 0   |

| 1 august 2017 18:00 | Țările de Jos | 29 - 32 | Norvegia   | Dvorana Zlatorog, Celje Asistență: 100 Arbitri: Ilieva, Karbeska |
| 1 august 2017 18:00 | Freriks 10    | (16-18) | Reistad 11 | Dvorana Zlatorog, Celje Asistență: 100 Arbitri: Ilieva, Karbeska |
| 1 august 2017 18:00 | 1× 3×         | Cronică | 5× 3×      | Dvorana Zlatorog, Celje Asistență: 100 Arbitri: Ilieva, Karbeska |

| 1 august 2017 20:00 | Ungaria    | 27 - 24 | Rusia             | Dvorana Zlatorog, Celje Asistență: 200 Arbitri: Bennani, Bennani |
| 1 august 2017 20:00 | Klujber 10 | (15-14) | Skorobogatcenko 8 | Dvorana Zlatorog, Celje Asistență: 200 Arbitri: Bennani, Bennani |
| 1 august 2017 20:00 | 5× 1×      | Cronică | 6× 2×             | Dvorana Zlatorog, Celje Asistență: 200 Arbitri: Bennani, Bennani |

| 2 august 2017 18:00 | Norvegia  | 18 - 26 | Ungaria   | Dvorana Zlatorog, Celje Asistență: 200 Arbitri: Năstase, Stancu |
| 2 august 2017 18:00 | Reistad 5 | (8-15)  | Hornyák 6 | Dvorana Zlatorog, Celje Asistență: 200 Arbitri: Năstase, Stancu |
| 2 august 2017 18:00 | 2×        | Cronică | 1× 2×     | Dvorana Zlatorog, Celje Asistență: 200 Arbitri: Năstase, Stancu |

| 2 august 2017 20:00 | Rusia             | 25 - 20 | Țările de Jos | Dvorana Zlatorog, Celje Asistență: 200 Arbitri: Praštalo, Todorović |
| 2 august 2017 20:00 | Skorobogatcenko 6 | (14-11) | Drent 5       | Dvorana Zlatorog, Celje Asistență: 200 Arbitri: Praštalo, Todorović |
| 2 august 2017 20:00 | 5× 2×             | Cronică | 6× 3×         | Dvorana Zlatorog, Celje Asistență: 200 Arbitri: Praštalo, Todorović |

### Grupa M2
| Echipa     | M | V | E | Î | GM | GP | G   | Pct |
| ---------- | - | - | - | - | -- | -- | --- | --- |
| Danemarca  | 3 | 3 | 0 | 0 | 75 | 64 | +11 | 6   |
| Franța     | 3 | 2 | 0 | 1 | 77 | 68 | +9  | 4   |
| Muntenegru | 3 | 1 | 0 | 2 | 63 | 77 | −14 | 2   |
| Germania   | 3 | 0 | 0 | 3 | 67 | 73 | −6  | 0   |

| 1 august 2017 18:00 | Germania              | 23 - 27 | Muntenegru | Sportna dvorana Golovec, Celje Asistență: 70 Arbitri: Năstase, Stancu |
| 1 august 2017 18:00 | Stuttfeld, Zschocke 5 | (12-12) | Konatar 8  | Sportna dvorana Golovec, Celje Asistență: 70 Arbitri: Năstase, Stancu |
| 1 august 2017 18:00 | 4× 3×                 | Cronică | 7× 1×      | Sportna dvorana Golovec, Celje Asistență: 70 Arbitri: Năstase, Stancu |

| 1 august 2017 20:00 | Franța    | 25 - 27 | Danemarca | Sportna dvorana Golovec, Celje Asistență: 160 Arbitri: Freitas, Carvalho |
| 1 august 2017 20:00 | Blonbou 6 | (14-15) | Friis 7   | Sportna dvorana Golovec, Celje Asistență: 160 Arbitri: Freitas, Carvalho |
| 1 august 2017 20:00 | 2×        | Cronică | 4× 2×     | Sportna dvorana Golovec, Celje Asistență: 160 Arbitri: Freitas, Carvalho |

| 2 august 2017 18:00 | Muntenegru           | 18 - 28 | Franța          | Sportna dvorana Golovec, Celje Asistență: 50 Arbitri: Ilieva, Karbeska |
| 2 august 2017 18:00 | Čarapić, Jovićević 5 | (11-21) | Blonbou, Ekoh 6 | Sportna dvorana Golovec, Celje Asistență: 50 Arbitri: Ilieva, Karbeska |
| 2 august 2017 18:00 | 2× 3×                | Cronică | 2×              | Sportna dvorana Golovec, Celje Asistență: 50 Arbitri: Ilieva, Karbeska |

| 2 august 2017 20:00 | Danemarca   | 22 - 21 | Germania | Sportna dvorana Golovec, Celje Asistență: 500 Arbitri: Bennani, Bennani |
| 2 august 2017 20:00 | Stougaard 8 | (14-6)  | Peter 5  | Sportna dvorana Golovec, Celje Asistență: 500 Arbitri: Bennani, Bennani |
| 2 august 2017 20:00 | 4× 2×       | Cronică | 4×       | Sportna dvorana Golovec, Celje Asistență: 500 Arbitri: Bennani, Bennani |

## Meciurile pentru locurile 13–16

### Schemă
|  | Meciurile pentru locurile 13-16 | Meciurile pentru locurile 13-16 |    |                  | Meciul pentru locul 13 | Meciul pentru locul 13 |  |
|  |                                 |                                 |    |                  |                        |                        |  |
|  | 4 august – 13:00                |                                 |    |                  |                        |                        |  |
|  | Croația                         | 27                              |    |                  |                        |                        |  |
|  | Serbia                          | 18                              |    |                  |                        |                        |  |
|  |                                 |                                 |    |                  |                        |                        |  |
|  |                                 |                                 |    |                  | 5 august – 15:30       |                        |  |
|  |                                 |                                 |    |                  | Croația                | 32                     |  |
|  |                                 | Portugalia                      | 22 |                  |                        |                        |  |
|  |                                 |                                 |    |                  |                        |                        |  |
|  |                                 |                                 |    |                  |                        |                        |  |
|  |                                 |                                 |    |                  | Meciul pentru locul 15 |                        |  |
|  | 4 august – 15:30                | 4 august – 15:30                |    | 5 august – 13:00 | 5 august – 13:00       |                        |  |
|  | Portugalia                      | 35                              |    | Serbia           | 24                     |                        |  |
|  | Macedonia de Nord               | 22                              |    |                  | Macedonia de Nord      | 21                     |  |

| 4 august 2017 13:00 | Croația     | 27 - 18 | Serbia   | Sportna dvorana Golovec, Celje Asistență: 50 Arbitri: Lindenbaum, Laron |
| 4 august 2017 13:00 | Karlovčan 7 | (13-8)  | Cvijić 4 | Sportna dvorana Golovec, Celje Asistență: 50 Arbitri: Lindenbaum, Laron |
| 4 august 2017 13:00 | 3× 1×       | Cronică | 5× 2×    | Sportna dvorana Golovec, Celje Asistență: 50 Arbitri: Lindenbaum, Laron |

| 4 august 2017 15:30 | Portugalia  | 35 - 22 | Macedonia de Nord | Sportna dvorana Golovec, Celje Asistență: 56 Arbitri: Praštalo, Todorović |
| 4 august 2017 15:30 | Minciună 11 | (17-12) | Božinovska 6      | Sportna dvorana Golovec, Celje Asistență: 56 Arbitri: Praštalo, Todorović |
| 4 august 2017 15:30 | 2× 3×       | Cronică | 4× 3×             | Sportna dvorana Golovec, Celje Asistență: 56 Arbitri: Praštalo, Todorović |

### Meciul pentru locul 15
| 5 august 2017 13:00 | Serbia    | 24 - 21 | Macedonia de Nord | Sportna dvorana Golovec, Celje Asistență: 50 Arbitri: Freitas, Carvalho |
| 5 august 2017 13:00 | Radović 5 | (12-10) | Božinovska 7      | Sportna dvorana Golovec, Celje Asistență: 50 Arbitri: Freitas, Carvalho |
| 5 august 2017 13:00 | 4× 1×     | Cronică | 5× 3× 1×          | Sportna dvorana Golovec, Celje Asistență: 50 Arbitri: Freitas, Carvalho |

### Meciul pentru locul 13
| 5 august 2017 15:30 | Croația    | 32 - 22 | Portugalia | Sportna dvorana Golovec, Celje Asistență: 100 Arbitri: Lindenbaum, Laron |
| 5 august 2017 15:30 | Mrazović 9 | (17-9)  | Moreno 6   | Sportna dvorana Golovec, Celje Asistență: 100 Arbitri: Lindenbaum, Laron |
| 5 august 2017 15:30 | 3× 1×      | Cronică | 4× 3×      | Sportna dvorana Golovec, Celje Asistență: 100 Arbitri: Lindenbaum, Laron |

## Meciurile pentru locurile 9–12

### Schemă
|  | Meciurile pentru locurile 9-12 | Meciurile pentru locurile 9-12 |    |                  | Meciul pentru locul 9  | Meciul pentru locul 9 |  |
|  |                                |                                |    |                  |                        |                       |  |
|  | 4 august – 18:00               |                                |    |                  |                        |                       |  |
|  | România                        | 26                             |    |                  |                        |                       |  |
|  | Slovenia                       | 17                             |    |                  |                        |                       |  |
|  |                                |                                |    |                  |                        |                       |  |
|  |                                |                                |    |                  | 5 august – 20:30       |                       |  |
|  |                                |                                |    |                  | România                | 32                    |  |
|  |                                | Suedia                         | 30 |                  |                        |                       |  |
|  |                                |                                |    |                  |                        |                       |  |
|  |                                |                                |    |                  |                        |                       |  |
|  |                                |                                |    |                  | Meciul pentru locul 11 |                       |  |
|  | 4 august – 20:30               | 4 august – 20:30               |    | 5 august – 18:00 | 5 august – 18:00       |                       |  |
|  | Spania                         | 21                             |    | Slovenia         | 28                     |                       |  |
|  | Suedia                         | 27                             |    |                  | Spania                 | 29                    |  |

| 4 august 2017 18:00 | România | 26 - 17 | Slovenia | Sportna dvorana Golovec, Celje Asistență: 200 Arbitri: Bennani, Bennani |
| 4 august 2017 18:00 | Tîrcă 8 | (13-12) | Helbel 5 | Sportna dvorana Golovec, Celje Asistență: 200 Arbitri: Bennani, Bennani |
| 4 august 2017 18:00 | 3×      | Cronică | 5× 2×    | Sportna dvorana Golovec, Celje Asistență: 200 Arbitri: Bennani, Bennani |

| 4 august 2017 20:30 | Spania        | 21 - 27 | Suedia  | Sportna dvorana Golovec, Celje Asistență: 88 Arbitri: Kažanegra, Vujačić |
| 4 august 2017 20:30 | Zarco Ubeda 9 | (11-12) | Lerby 6 | Sportna dvorana Golovec, Celje Asistență: 88 Arbitri: Kažanegra, Vujačić |
| 4 august 2017 20:30 | 3× 2×         | Cronică | 1× 2×   | Sportna dvorana Golovec, Celje Asistență: 88 Arbitri: Kažanegra, Vujačić |

### Meciul pentru locul 11
| 5 august 2017 18:00 | Slovenia | 28 - 29 | Spania              | Dvorana Zlatorog, Celje Asistență: 200 Arbitri: Christidi, Papamattheou |
| 5 august 2017 18:00 | Vučko 7  | (15-18) | Mbengue Rodriguez 5 | Dvorana Zlatorog, Celje Asistență: 200 Arbitri: Christidi, Papamattheou |
| 5 august 2017 18:00 | 2× 1×    | Cronică | 2× 3×               | Dvorana Zlatorog, Celje Asistență: 200 Arbitri: Christidi, Papamattheou |

### Meciul pentru locul 9
| 5 august 2017 20:30 | România  | 32 - 30 | Suedia  | Dvorana Zlatorog, Celje Asistență: 100 Arbitri: Krause-Kjær, Pedersen |
| 5 august 2017 20:30 | Tîrcă 12 | (19-12) | Lerby 5 | Dvorana Zlatorog, Celje Asistență: 100 Arbitri: Krause-Kjær, Pedersen |
| 5 august 2017 20:30 | 3×       | Cronică | 4× 2×   | Dvorana Zlatorog, Celje Asistență: 100 Arbitri: Krause-Kjær, Pedersen |

## Meciurile pentru locurile 5–8

### Schemă
|  | Meciurile pentru locurile 5-8 | Meciurile pentru locurile 5-8 |    |                  | Meciul pentru locul 5 | Meciul pentru locul 5 |  |
|  |                               |                               |    |                  |                       |                       |  |
|  | 4 august – 13:00              |                               |    |                  |                       |                       |  |
|  | Norvegia                      | 28                            |    |                  |                       |                       |  |
|  | Germania                      | 31                            |    |                  |                       |                       |  |
|  |                               |                               |    |                  |                       |                       |  |
|  |                               |                               |    |                  | 6 august – 13:30      |                       |  |
|  |                               |                               |    |                  | Germania              | 27                    |  |
|  |                               | Țările de Jos                 | 26 |                  |                       |                       |  |
|  |                               |                               |    |                  |                       |                       |  |
|  |                               |                               |    |                  |                       |                       |  |
|  |                               |                               |    |                  | Meciul pentru locul 7 |                       |  |
|  | 4 august – 15:30              | 4 august – 15:30              |    | 6 august – 11:00 | 6 august – 11:00      |                       |  |
|  | Muntenegru                    | 25                            |    | Norvegia         | 28                    |                       |  |
|  | Țările de Jos                 | 29                            |    |                  | Muntenegru            | 23                    |  |

| 4 august 2017 13:00 | Norvegia | 28 - 31 | Germania   | Dvorana Zlatorog, Celje Asistență: 100 Arbitri: Krause-Kjær, Pedersen |
| 4 august 2017 13:00 | Lund 9   | (13-10) | Maidhof 12 | Dvorana Zlatorog, Celje Asistență: 100 Arbitri: Krause-Kjær, Pedersen |
| 4 august 2017 13:00 | 3× 2×    | Cronică | 2× 1×      | Dvorana Zlatorog, Celje Asistență: 100 Arbitri: Krause-Kjær, Pedersen |

| 4 august 2017 15:30 | Muntenegru  | 25 - 29 | Țările de Jos | Dvorana Zlatorog, Celje Asistență: 200 Arbitri: Christidi, Papamattheou |
| 4 august 2017 15:30 | Jovićević 7 | (11-14) | Housheer 9    | Dvorana Zlatorog, Celje Asistență: 200 Arbitri: Christidi, Papamattheou |
| 4 august 2017 15:30 | 4× 2×       | Cronică | 3× 1×         | Dvorana Zlatorog, Celje Asistență: 200 Arbitri: Christidi, Papamattheou |

### Meciul pentru locul 7
| 6 august 2017 11:00 | Norvegia | 28 - 23 | Muntenegru         | Dvorana Zlatorog, Celje Asistență: 50 Arbitri: Krause-Kjær, Pedersen |
| 6 august 2017 11:00 | Lund 6   | (14-13) | Brnović, Konatar 5 | Dvorana Zlatorog, Celje Asistență: 50 Arbitri: Krause-Kjær, Pedersen |
| 6 august 2017 11:00 |          | Cronică | 2× 1×              | Dvorana Zlatorog, Celje Asistență: 50 Arbitri: Krause-Kjær, Pedersen |

### Meciul pentru locul 5
| 6 august 2017 13:30 | Germania              | 27 - 26 | Țările de Jos  | Dvorana Zlatorog, Celje Asistență: 150 Arbitri: Bennani, Bennani |
| 6 august 2017 13:30 | Degenhardt, Maidhof 6 | (11-16) | Van Wetering 7 | Dvorana Zlatorog, Celje Asistență: 150 Arbitri: Bennani, Bennani |
| 6 august 2017 13:30 | 7× 2× 1×              | Cronică | 4× 2×          | Dvorana Zlatorog, Celje Asistență: 150 Arbitri: Bennani, Bennani |

## Semifinalele și finala

### Schemă
|  | Semifinalele     | Semifinalele     |    |                  | Finala                | Finala |  |
|  |                  |                  |    |                  |                       |        |  |
|  | 4 august – 18:00 |                  |    |                  |                       |        |  |
|  | Ungaria          | 26               |    |                  |                       |        |  |
|  | Franța           | 31               |    |                  |                       |        |  |
|  |                  |                  |    |                  |                       |        |  |
|  |                  |                  |    |                  | 6 august – 18:30      |        |  |
|  |                  |                  |    |                  | Franța                | 31     |  |
|  |                  | Rusia            | 26 |                  |                       |        |  |
|  |                  |                  |    |                  |                       |        |  |
|  |                  |                  |    |                  |                       |        |  |
|  |                  |                  |    |                  | Meciul pentru locul 3 |        |  |
|  | 4 august – 20:30 | 4 august – 20:30 |    | 6 august – 16:00 | 6 august – 16:00      |        |  |
|  | Danemarca        | 27               |    | Ungaria          | 26                    |        |  |
|  | Rusia            | 28               |    |                  | Danemarca             | 28     |  |

### Semifinalele
| 4 august 2017 18:00 | Ungaria | 26 - 31 | Franța    | Dvorana Zlatorog, Celje Asistență: 300 Arbitri: Freitas, Carvalho |
| 4 august 2017 18:00 | Háfra 7 | (13-15) | Blonbou 9 | Dvorana Zlatorog, Celje Asistență: 300 Arbitri: Freitas, Carvalho |
| 4 august 2017 18:00 | 2×      | Cronică | 2× 3×     | Dvorana Zlatorog, Celje Asistență: 300 Arbitri: Freitas, Carvalho |

| 4 august 2017 20:30 | Danemarca   | 27 - 28 | Rusia                          | Dvorana Zlatorog, Celje Asistență: 500 Arbitri: Năstase, Stancu |
| 4 august 2017 20:30 | Jørgensen 9 | (15-13) | Skorobogatcenko, Șapoșnikova 5 | Dvorana Zlatorog, Celje Asistență: 500 Arbitri: Năstase, Stancu |
| 4 august 2017 20:30 | 3×          | Cronică | 2×                             | Dvorana Zlatorog, Celje Asistență: 500 Arbitri: Năstase, Stancu |

### Meciul pentru locul 3
| 6 august 2017 16:00 | Ungaria | 26 - 28 | Danemarca            | Dvorana Zlatorog, Celje Asistență: 266 Arbitri: Ilieva, Karbeska |
| 6 august 2017 16:00 | Háfra 9 | (13-14) | Ellebæk, Jørgensen 8 | Dvorana Zlatorog, Celje Asistență: 266 Arbitri: Ilieva, Karbeska |
| 6 august 2017 16:00 | 3× 2×   | Cronică | 1× 3×                | Dvorana Zlatorog, Celje Asistență: 266 Arbitri: Ilieva, Karbeska |

### Finala
| 6 august 2017 18:30 | Franța | 31 - 26 | Rusia             | Dvorana Zlatorog, Celje Asistență: 500 Arbitri: Kažanegra, Vujačić |
| 6 august 2017 18:30 | Ekoh 7 | (18-15) | Skorobogatcenko 8 | Dvorana Zlatorog, Celje Asistență: 500 Arbitri: Kažanegra, Vujačić |
| 6 august 2017 18:30 | 3×     | Cronică | 1× 2×             | Dvorana Zlatorog, Celje Asistență: 500 Arbitri: Kažanegra, Vujačić |

## Clasament și statistici
Note
1) Deși Rusia a câștigat pe teren medalia de argint, aceasta i-a fost retrasă după ce trei sportive ruse au fost depistate pozitiv la controlul antidoping. Pe 19 ianuarie 2018, Federația Europeană de Handbal (EHF) a făcut cunoscut că mostre prelevate de la Antonina Skorobogatcenko, Maria Duvakina și Maria Dudina conțineau modulatorul metabolic Meldonium, substanță interzisă de Agenția Mondială Antidoping. În consecință, cele 3 sportive au fost inițial suspendate pentru o perioadă de 20 de luni „din toate activitățile handbalistice”. Pedeapsa a fost redusă ulterior la 17 luni de suspendare de către Unitatea Antidoping a EHF, care a constatat că sportivele nu au consumat în mod intenționat substanța interzisă și că au cooperat substanțial cu autoritățile ruse. În urma apelului înaintat de reprezentanții handbalistelor, Curtea de Apel a EHF a micșorat la doar 15 luni cele 20 de luni inițiale de suspendare. Curtea a constat și că Unitatea Antidoping a EHF redusese deja cu 3 luni perioada de suspendare, astfel că cele trei sportive au fost în final suspendate pentru o perioadă totală de 12 luni.
Pe 3 aprilie 2018, pe baza articolului 10 al regulamentelor antidoping ale EHF, Curtea de Handbal a EHF a decis retragerea medaliei de argint câștigată în competiție de echipa Rusiei. Articolul 10 stipulează că, „dacă mai mult de doi membri ai unei echipe au fost descoperiții că au comis o violare a regulamentelor antidoping în timpul unei perioade competiționale a EHF, forul legal competent va impune și o  sancțiune corespunzătoare respectivei federații”. De asemenea, Federația Rusă de Handbal a fost amendată cu 20.000 € și suspendată timp de doi ani de la participarea în viitoarele competiții EHF pentru aceeași categorie de vârstă.

### Clasamentul final
|    | Franța            |
|    | Rusia1)           |
|    | Danemarca         |
| 4  | Ungaria           |
| 5  | Germania          |
| 6  | Țările de Jos     |
| 7  | Norvegia          |
| 8  | Muntenegru        |
| 9  | România           |
| 10 | Suedia            |
| 11 | Spania            |
| 12 | Slovenia          |
| 13 | Croația           |
| 14 | Portugalia        |
| 15 | Serbia            |
| 16 | Macedonia de Nord |

| Actualizat pe 6 august 2015: \| Poz. \| Nume \| Echipă \| Goluri (inclusiv în calificări) \| \| ---- \| ------------------------ \| ----------------- \| ------------------------------- \| \| 1 \| Sorina Tîrcă \| România \| 83 \| \| 2 \| Lidija Cvijić \| Serbia \| 73 \| \| 3 \| Katrin Klujber \| Ungaria \| 63 \| \| 4 \| Dione Housheer \| Țările de Jos \| 61 \| \| 5 \| Diana Oliveira \| Portugalia \| 60 \| \| 6 \| Jannela Blonbou \| Franța \| 57 \| \| 7 \| Tena Japundža \| Croația \| 56 \| \| 8 \| Noémi Háfra \| Ungaria \| 54 \| \| 9 \| Karichma Ekoh \| Franța \| 48 \| \| 9 \| Leonida Gichevska \| Macedonia de Nord \| 48 \| \| 11 \| Gréta Márton \| Ungaria \| 46 \| \| 12 \| Merel Freriks \| Țările de Jos \| 45 \| \| 12 \| Antonina Skorobogatcenko \| Rusia \| 45 \| \| 14 \| Mihaela Minciună \| Portugalia \| 44 \| \| 14 \| Henny Reistad \| Norvegia \| 44 \| \| 14 \| Bo van Wetering \| Țările de Jos \| 44 \| | Conform paginii oficiale a competiției: Jucătoarea competiției (MVP) - Kristina Jørgensen (DEN) Cea mai bună marcatoare (golgheter) - Sorina Tîrcă (ROU) (56 de goluri) Cea mai bună apărătoare - Charlotte Kieffer (FRA) Echipa ideală a Campionatului European - Portar: Amalie Milling (FRA) - Extremă stânga: Bo van Wetering (NED) - Inter stânga: Henny Ella Reistad (NOR) - Coordonator: Milana Tajenova (RUS) - Pivot: Tatjana Brnović (MNE) - Inter dreapta: Jannela Blonbou (FRA) - Extremă dreapta: Katrin Klujber (HUN) |                   |                                 |
| Poz. | Nume | Echipă            | Goluri (inclusiv în calificări) |
| 1 | Sorina Tîrcă | România           | 83                              |
| 2 | Lidija Cvijić | Serbia            | 73                              |
| 3 | Katrin Klujber | Ungaria           | 63                              |
| 4 | Dione Housheer | Țările de Jos     | 61                              |
| 5 | Diana Oliveira | Portugalia        | 60                              |
| 6 | Jannela Blonbou | Franța            | 57                              |
| 7 | Tena Japundža | Croația           | 56                              |
| 8 | Noémi Háfra | Ungaria           | 54                              |
| 9 | Karichma Ekoh | Franța            | 48                              |
| 9 | Leonida Gichevska | Macedonia de Nord | 48                              |
| 11 | Gréta Márton | Ungaria           | 46                              |
| 12 | Merel Freriks | Țările de Jos     | 45                              |
| 12 | Antonina Skorobogatcenko | Rusia             | 45                              |
| 14 | Mihaela Minciună | Portugalia        | 44                              |
| 14 | Henny Reistad | Norvegia          | 44                              |
| 14 | Bo van Wetering | Țările de Jos     | 44                              |